# فنون قتالية فيتنامية

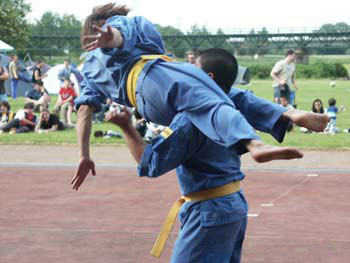
مشهد من إحدى تقنيات الفيات فو داو.

رياضة الفوفينام فيات فو داو (Việt Võ Đạo أو 越武道) رياضة فتنامية تأسست عام 1938 م على يد نقيان لوك. تشتهر هذالرياضة بالضربات المقصيّة الخطيرة حيث يوجد بها 21 ضربة مقصية.وهناك عدة ضربات كثيرة

## معنى كلمةالفوفينام فيات فو داو
- فوفينام: لها نفس معنى كلمة فيات فو داو
- فيات (越): شعب الفيتنام
- فو (武): فن قتالي
- داو (道): منهاج

## اقرأ أيضاً
- فنون قتالية